# Aflitos (Fenais da Luz)
Aflitos (Fenais da Luz) é um importante lugar da freguesia de Fenais da Luz, concelho de Ponta Delgada, Açores. O lugar é hoje uma importante área residencial dormitório de Ponta Delgada.
Em 1582 travou-se ali a batalha do Pico do Cascalho entre as forças afectas a D. António I de Portugal e a Filipe II de Castela.